# BJW認定ジュニアヘビー級王座
BJW認定ジュニアヘビー級王座（ビー・ジェー・ダブリューにんていジュニアヘビーきゅうおうざ）は、大日本プロレスが管理、認定している王座。

## 第1期

### 歴史
1998年2月3日、大日本プロレス後楽園ホール大会で行われた初代王座決定トーナメントに優勝した田尻義博が初代王者になった。体重制限は95kg。
2003年、空位となって事実上封印状態となる。

### 歴代王者
| 歴代   | 選手               | 戴冠回数 | 防衛回数 | 獲得日付       | 獲得場所 （対戦相手・その他）                                     |
| ------ | ------------------ | -------- | -------- | -------------- | ----------------------------------------------------------------- |
| 初代   | 田尻義博           | 1        | 2        | 1998年2月3日   | 後楽園ホール 外道 返上                                            |
| 第2代  | 臼田勝美           | 1        | 3        | 1998年5月1日   | 戸田市スポーツセンター 藤田穣                                     |
| 第3代  | ファンタスティック | 1        | 不明     | 1998年12月5日  | 横浜文化体育館                                                    |
| 第4代  | ジ・ウィンガー     | 1        | 不明     | 1999年4月29日  | ツインメッセ静岡 返上                                             |
| 第5代  | 茂木正淑           | 1        | 不明     | 1999年6月30日  | キラメッセぬまづ アブドーラ・ジュニア小林                         |
| 第6代  | ファンタスティック | 2        | 不明     | 1999年11月6日  | 函館市民体育館                                                    |
| 第7代  | 茂木正淑           | 2        | 不明     | 1999年12月4日  | 横浜文化体育館                                                    |
| 第8代  | MEN'Sテイオー      | 1        | 6        | 2000年6月21日  | ビッグパレットふくしま                                            |
| 第9代  | ジョニー・カジミア | 1        | 1        | 2001年8月19日  | 横浜文化体育館 空位                                               |
| 第10代 | ラッカス           | 1        | 0        | 2001年12月2日  | 横浜文化体育館 ジ・ウィンガー、トレント・アシッドによる3WAYマッチ |
| 第11代 | トレント・アシッド | 1        | 不明     | 2001年12月15日 | ペンシルベニア州フィラデルフィア                                  |
| 第12代 | ジ・ウィンガー     | 2        | 不明     | 2002年3月3日   | 横浜文化体育館                                                    |
| 第13代 | ホミサイド         | 1        | 不明     | 2002年11月15日 | ニューヨーク州クイーンズ 封印                                     |

## 第2期

### 歴史
2017年4月28日、大日本プロレス後楽園ホール大会で橋本和樹と吉野達彦が王座の復活を訴えた。5月2日、王座の復活を発表。ただし、歴代王者とは切り離す形で改めて初代王者としてカウントされる。

### 初代BJW認定ジュニアヘビー級王座決定リーグ戦
ルール
- 30分1本勝負で行われて勝ち2点、引き分け1点、負け0点、両者リングアウト0点として上位2人で初代王座決定戦が行われる。

日時
- 2017年5月25日 - 7月17日（全13大会）

会場
- 後楽園ホール（開幕戦）、両国国技館（最終戦）、他

出場選手
- 忍 ※優勝
- 吉野達彦
- 橋本和樹
- 佐久田俊行
- 野村卓矢
- 青木優也

### 歴代王者
| 歴代   | 選手           | 戴冠回数 | 防衛回数 | 獲得日付       | 獲得場所 （対戦相手・その他） |
| ------ | -------------- | -------- | -------- | -------------- | ----------------------------- |
| 初代   | 忍             | 1        | 6        | 2017年7月17日  | 両国国技館 橋本和樹           |
| 第2代  | 橋本和樹       | 1        | 3        | 2018年8月12日  | 後楽園ホール                  |
| 第3代  | TAJIRI         | 1        | 5        | 2019年5月5日   | 横浜文化体育館                |
| 第4代  | 青木優也       | 1        | 4        | 2019年9月15日  | 横浜文化体育館                |
| 第5代  | 吉野達彦       | 1        | 2        | 2020年10月21日 | 後楽園ホール                  |
| 第6代  | 木高イサミ     | 1        | 4        | 2020年12月30日 | 後楽園ホール                  |
| 第7代  | 関札皓太       | 1        | 11       | 2021年7月22日  | ラジアントホール              |
| 第8代  | 梶トマト       | 1        | 4        | 2023年5月4日   | 横浜武道館                    |
| 第9代  | エンデル・カラ | 1        | 3        | 2023年12月30日 | 後楽園ホール                  |
| 第10代 | 関札皓太       | 2        | 1        | 2024年5月4日   | 横浜武道館                    |
| 第11代 | 日高郁人       | 1        | 4        | 2024年8月12日  | 後楽園ホール                  |
| 第12代 | 佐藤孝亮       | 1        |          | 2025年5月5日   | 横浜武道館                    |